# Festival Kamakura d'Akita

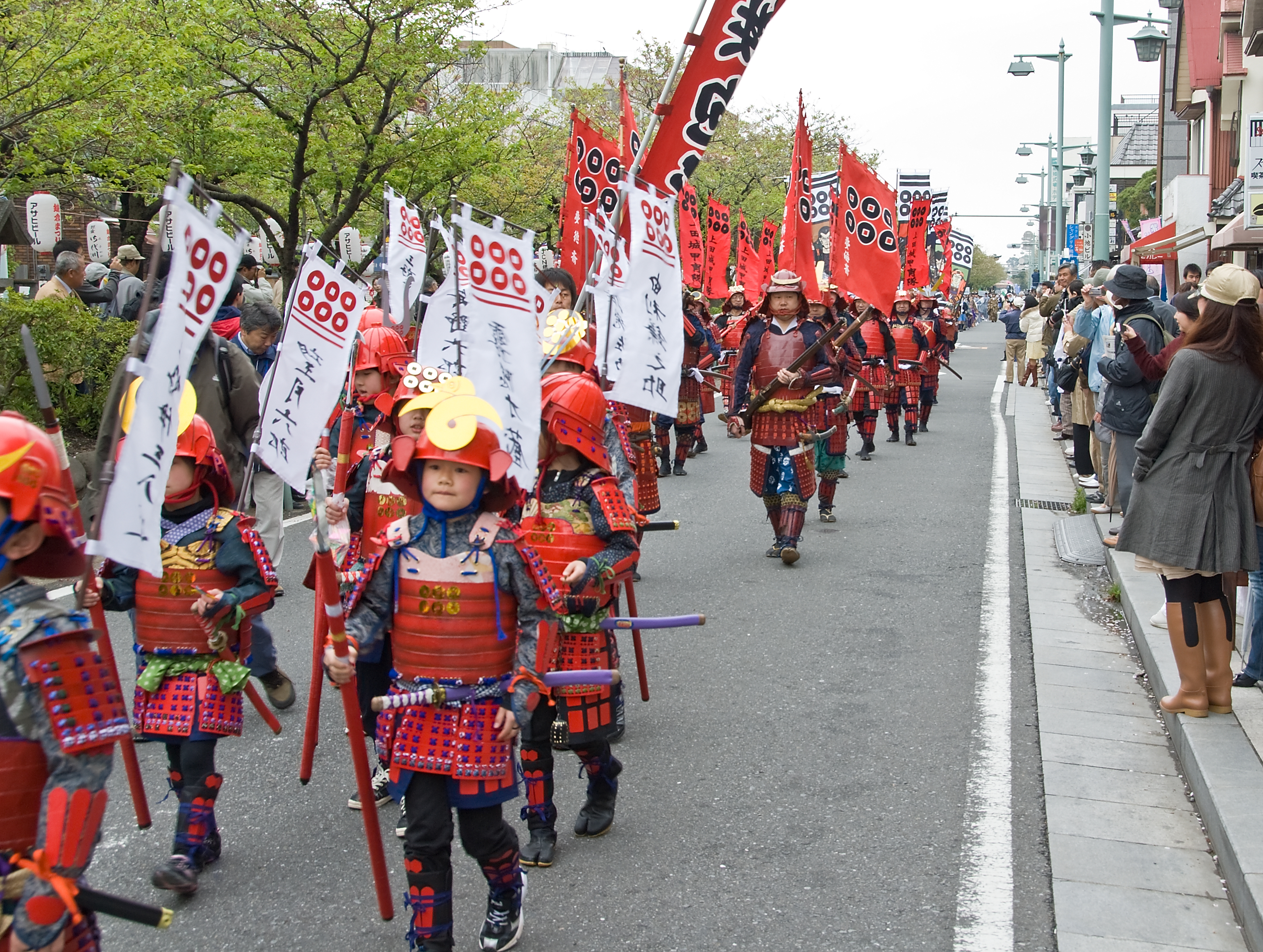
Parade au festival de Kamakura.

La ville de Kamakura de la préfecture de Kanagawa tient de nombreux festivals (matsuri (祭り)) ainsi que des événements durant toute l'année, attestant de son patrimoine historique.
Parrainés par des entreprises privées, à la différence de ceux de Kyoto, ce sont des événements modestes auxquels participent des autochtones associés aux touristes Le mois de janvier voit se dérouler de nombreuses manifestations. Les autorités, les pêcheurs, les entreprises et les artisans organisent en effet des événements dans lesquels ils présentent leurs meilleurs vœux de santé et de prospérité pour l'année nouvelle. Les nombreux temples et sanctuaires de Kamakura, qui sont les symboles de la ville Tsurugaoka Hachiman-gū et Kenchō-ji, organisent également près d'une centaine d'événements.

## Janvier
- 1, 2 et 3 janvier : Kamakura Ebisu (鎌倉えびす?) à Hongaku-ji. Célébration du dieu du commerce Ebisu, familièrement appelé « Ebessan » dans le dialecte du Kansai, Ebisu (恵比寿?, ou Yebisu). Les jeunes femmes fuku musume, vêtues de leurs costumes traditionnels, vendent des porte-bonheur en bambou et du saké. Minamoto no Yoritomo a fait d'Ebisu le dieu tutélaire du Nouvel An. Il existe un événement similaire le dixième jour, appelé Hon Ebisu (本えびす?), dans lequel les fuku musume distribuent des gâteaux de riz.
- 2 janvier : Funaoroshi (船おろし?) à Sakanoshita. Cet événement marque le début de l'année de travail pour les pêcheurs locaux qui prient pour les grosses prises et la sécurité de leurs bateaux. Des mandarines sont jetées à la mer, des bateaux portant des drapeaux se rassemblent le long de la côte et le capitaine offre ses services à Funadama  (船霊?), le kami gardien du bateau.
- 4 janvier : Funaiwai (船 祝 い?) dans Koshigoe. Funaoroshi et dans Chōna-hajimeshiki (斧初式?) à Tsurugaoka Hachiman[pas clair]. Ces événements marquent le début de l’année de travail des ouvriers du bâtiment. Le festival commémore également Minamoto no Yoritomo, qui a ordonné la reconstruction du bâtiment principal du sanctuaire après son incendie en 1191. La cérémonie a lieu à 13 h au Tsurugaoka Hachiman.
- 5 janvier : Joma Shinji (除魔神事?). Festival au Tsurugaoka Hachiman pour éloigner les esprits malins au cours duquel des archers tirent sur une cible sur lesquelles est peint le mot « diable ».
- 15 janvier : Sagichō (左義長?). Au Tsurugaoka Hachiman, les décorations en papier utilisées pendant les fêtes du Nouvel An sont brûlées publiquement.

## Février
- Jour avant le premier jour du printemps (habituellement le 3 février) : Setsubun matsuri (節分祭?) au Tsurugaoka Hachiman, Kenchō-ji, Hase-dera (Kamakura), Kamakura-gū se tient la célébration de la fin de l'hiver, avec un lancer de haricots pour assurer la chance.[pas clair]
- 11 février : Daikokutōe Seiman matsuri (?) au temple Chōshō-ji. Cérémonie au cours de laquelle les moines bouddhistes procèdent à des ablutions à l'eau froide et prient pour la sécurité du pays.

## Mars
- Dernier jour de la semaine équinoxiale (fin du mois) : Dōbutsu Ireisai (動物慰霊祭?) au Kōsoku-ji. Le temple accomplit des rites funéraires à la mémoire des animaux de compagnie disparus (chiens, chats, canaris).

## Avril
- Du 2e au 3e dimanche d'avril, durant la semaine entière au Tsurugaoka Hachiman se tient le Kamakura matsuri qui commémore les événements retraçant l'histoire de la ville.

## Mai
- 5 mai : Kusajishi (草 鹿?) au Kamakura-gū. Des archers en tenue de samouraï tirent des flèches sur un cerf en récitant de vieux poèmes.

## Juin

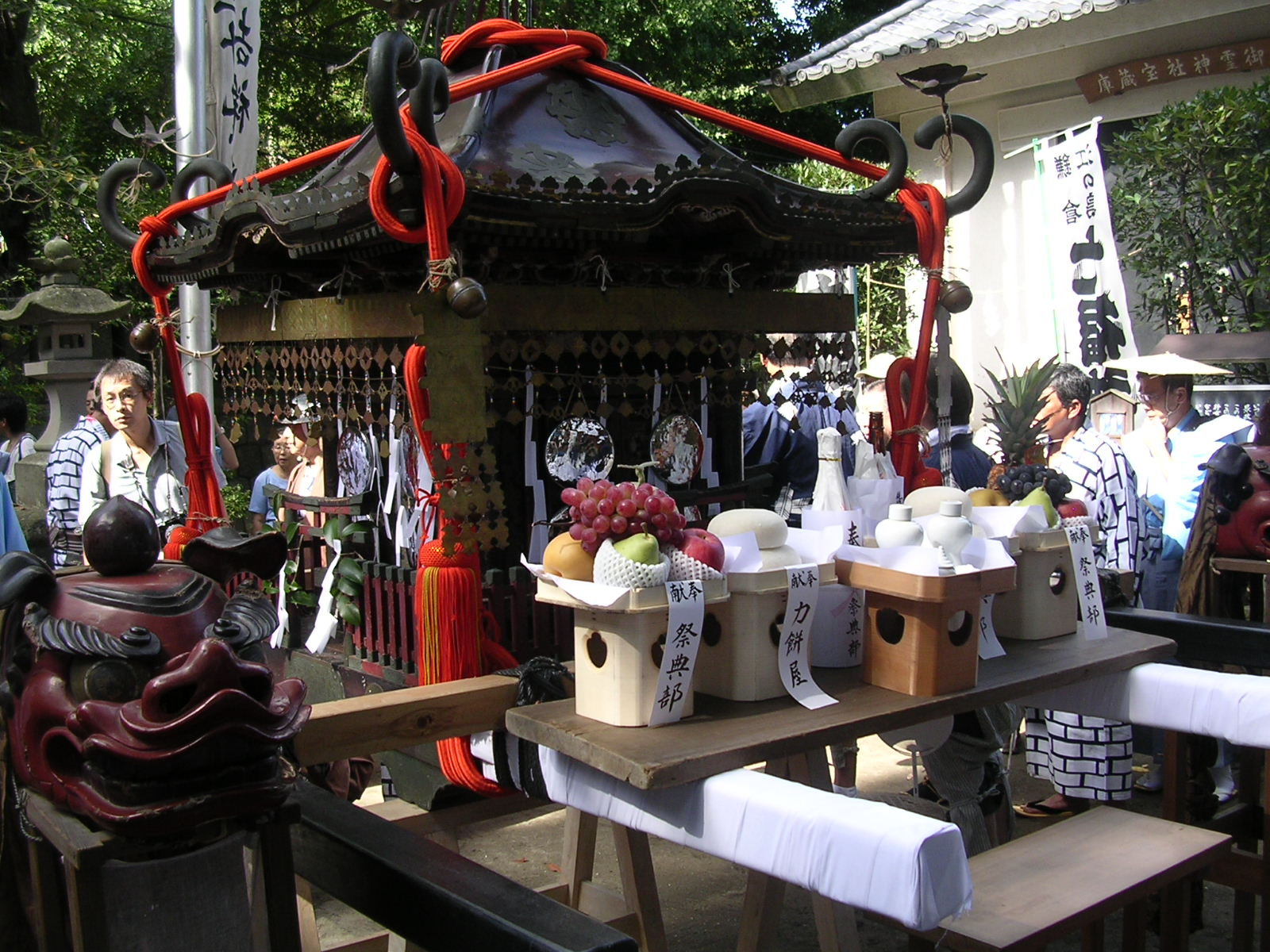
Un mikoshi.

- 2e dimanche : Goshō jinja Reisai (?) au Goshō-jinja. Les fidèles portent un mikoshi à travers les rues de Zaimokuza, jusqu'à la plage.

## Juillet
- Du premier au deuxième dimanche du mois : Koyurugi jinja Ten'osai (小動神社天王祭?) à Koyurugi-jinja. Dans les processions des cinq quartiers de Koshigoe (en), des airs sont interprétés pour souhaiter la bienvenue aux dieux. Les statuettes de guerrier y sont affichées le dernier jour du festival et le mikoshi de Yasaka-jinja est transporté d'Enoshima jusqu'à Koshigoe[2].
- 15 juillet : Sanmon Kajiwara Segakie (ench 梶 原 施 餓鬼 会?) au Kenchō-ji. Les rites funéraires ont lieu tôt le matin sous la porte Sanmon. Ils sont répétés plus tard expressément pour l'âme de Kajiwara Kagetoki.
- 31 juillet : événement « Little Thailand Beach ». Les boutiques et les restaurants thaïlandais restent ouverts durant tout le mois sur la plage de Yuigahama Yuigahama (由比ヶ浜海岸?) près de Kamakura.

## Août
- Du premier jour de l'automne (habituellement du 8 au 9) : Bonbori matsuri (ぼ ん ぼ り 祭 り?) au Tsurugaoka Hachiman-gū. Des lanternes en papier bonbori dessinées à la main sont présentées et exposées sur le site du sanctuaire[3].
- 10 août (ou lundi suivant s’il tombe un samedi) : feux d’artifice sur la plage de Yuigahama durant une heure.

## Septembre
- 14, 15 et 16 septembre : Tsurugaoka Hachiman-gū Reitaisai (鶴岡八幡宮例大祭?). Le festival célèbre de nombreuses attractions, dont le réputé yabusame (流鏑馬?), ou tir à l'arc japonais, qui se déroule le 16.

## Octobre
- 8 et 9 octobre : Kamakura Takigi-Nō (?).

## Novembre
- Début du mois 宝物 風 入  (Hōmotsu Kazeire?). Exposition du trésor chez aux monastères de Kenchō-ji et d'Engaku-ji.

## Décembre
- 16 décembre : Gochinza Kinensai (御御座記念祭?). Célébration de la fondation du sanctuaire à Tsurugaoka Hachiman-gū. À la tombée de la nuit, des feux de joie sont allumés et des jeunes filles fukumochi exécutent les danses rituelles.